# Museo de los Almadieros
El museo de los Almadieros  es un museo situado en Coll de Nargó en la provincia de Lérida que explica el oficio del almadiero. El museo se encuentra en la capilla del Rosario ya que la Virgen del Rosario es la patrona de los almadieros. 
El Museo de los Almadieros fue inaugurado en 1998 y se encuentra integrado dentro de la Ruta de los oficios de ayer, promovida por el Consejo Comarcal del Alto Urgel.
Las condiciones en que se desarrollaba la actividad de los almadieros eran bastante duras y peligrosas. Su oficio existía en una época que no existían los camiones y el río Segre no tenía embalses. Se aprovechaba el curso del río para transportar los troncos, que al mismo tiempo servían de embarcaciones.

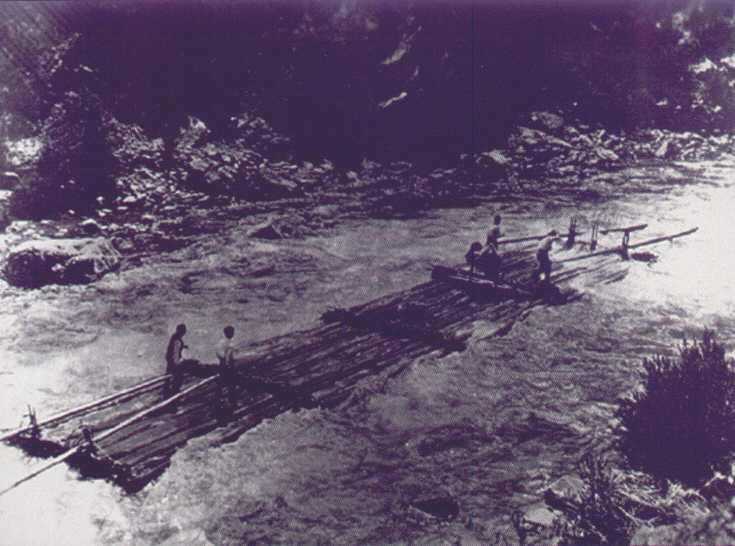
Balsa de cuatro tramos bajando por el río Segre en el año 1927.

En el museo se pueden encontrar todo tipo de utensilios, imágenes explicativas de este trabajo tan viva en su tiempo, como perdida para siempre. El último rai que bajó desde Coll de Nargó por el río Segre fue en el año 1932, aunque cada verano se organizan bajadas de balsas (rais) en Coll de Nargó, normalmente el segundo domingo de agosto (desde 2008 se celebra el segundo sábado de agosto). Esta festividad, plenamente consolidada, deja entrever por unas horas parte de este oficio que ha quedado bien grabado en el recuerdo colectivo, casi como un ritual antiguo.
En Cataluña los dos núcleos más importantes de almadieros se situaron en El Pont de Claverol (Pallars Jussá) en la cuenca del Noguera Pallaresa, y en Coll de Nargó, en la cuenca del río Segre.